# Dhia Cristiani
Dhia Cristiani (* 27. Juni 1921 in Dovadola; † 17. Juli 1977 in Rom) war eine italienische Schauspielerin und Synchronsprecherin.

## Leben
Cristiani besuchte das Centro Sperimentale di Cinematografia und erhielt 1938 ihr Diplom. Bald schon folgte ihr Filmdebüt in einer zweitrangigen Rolle von Ettore Fieramosca, dem sich ähnliche weitere anschlossen, sodass ihr Potential nicht ausgeschöpft wurde und ein Durchbruch als Star ausblieb. Ab 1941 erhielt sie interessantere Angebote von Regisseuren wie Ferdinando Maria Poggioli, Luigi Chiarini und Luchino Visconti. Vor allem letzterer bot ihr in Besessenheit eine Rolle, die sie ruhig und würdevoll gestaltete. Da weitere große Angebote ausblieben, widmete sich Cristiani ab dem Folgejahr ausschließlich der Synchronisation (einzige Ausnahme war ein Melodram 1954, in dem sie auf die Leinwand zurückkehrte), bei der sie sich als gefragte Stimme etablieren konnte. Sie ließ einige weibliche Hollywood-Stars der 1940er und 1950er Jahre Italienisch sprechen: Linda Darnell, Virginia Mayo, Dorothy McGuire, Anne Baxter, Betty Grable, Rhonda Fleming, Donna Reed und Joan Collins. Außerdem synchronisierte sie italienische Darstellerinnen wie Gina Lollobrigida in ihren Anfängen, Marina Berti, Gianna Maria Canale und etliche mehr. Ebenso war sie die Standardstimme für ausländische Protagonistinnen in italienischen Produktionen. Charakteristisch für ihre Sprechweise war dabei das „s“ der Emilia-Romagna.
In den Jahren unmittelbar nach dem Zweiten Weltkrieg hatte Cristiani auch Theater gespielt, als sie neben Lola Pagnani, Rossano Brazzi, Valentina Cortese und Carlo Ninchi in Seltsames Zwischenspiel und Die Ungeliebten zu sehen war.
Cristiani war mit Giuseppe Ventimiglia verheiratet.

## Filmografie (Auswahl)
- 1938: Stürme über Morreale (Ettore Fieramosca)
- 1939: Alarm im Warenhaus (I grandi magazzini)
- 1940: Walzer einer Nacht (Una romantica avventura)
- 1942: Mein Leben für dich (Una storia d'amore)
- 1943: Besessenheit (Ossessione)
- 1953: Das Fleisch ist schwach (Bufere)
- 1955: Tua per la vita